# آگانتوک
آگانتوک (بنگالی: আগন্তুক) یا بیگانه یک فیلم بنگالی به کارگردانی ساتیاجیت رای محصول سال ۱۹۹۱ است.

## بازیگران
- اوتپال دوت
- ماماتا شانکار
- دیپانکار ده
- دریتیمان چاترجی
- پرومود گانگولی
- Rabi Ghosh